# Александру Тенасе
Александру Тенасе (нар. 24 лютого 1971, Кишинів) — юрист з Республіки Молдова, колишній міністр юстиції у 2009—2011 та 2018 роках, який з жовтня 2011 року по травень 2017 року був головою Конституційного суду Республіки Молдова. Він є одним із трьох синів колишнього молдовського журналіста Костантіна Тенасе.

## Кар'єра
У 2007 році Александр Тенасе був одним із засновників Ліберально-демократичної партії Молдови. З 8 грудня 2007 року до виходу з партії у 2011 році був першим віце-президентом ЛДПМ.
Тенасе був президентом фракції ЛДПМ у Муніципальній раді Кишинева, і обіймав цю посаду з червня 2007 року по квітень 2009 року. З квітня 2009 року по березень 2010 року, а потім з листопада 2010 року по лютий 2011 року він був депутатом Парламенту Республіки Молдова.
З вересня 2009 по травень 2011 Александру Тенасе був міністром юстиції.
10 квітня 2011 року на IV з'їзді Ліберально-демократичної партії Молдови, в якому взяли участь понад 2400 делегатів, було прийнято відставку Александру Тенасе з посади першого віце-президента, який покинув партію. На його місце першим віце-президентом призначено Юріє Лянке.
З квітня 2011 року по травень 2017 року Тенасе був суддею Конституційного суду Республіки Молдова, а з жовтня 2011 року по травень 2017 року він також обіймав посаду голови Конституційного суду, коли його змінила Вікторія Іфтоді.
З 5 лютого по 13 березня 2018 року вдруге виконував повноваження Міністра юстиції.
З 16 червня 2017 року є членом Венеціанської комісії від Республіки Молдова.